# Krista Šuler
Krista Šuler, slovenska učiteljica in knjižničarka, * 1901, † 1959.
Bila je hči učiteljice in pesnice Kristine Šuler (1866-1959). Leta 1941 je postala članica KPS in OF; organizirala je povezavo med Jugoslovansko žensko zvezo in KPJ. Italijani so jo internirali; leta 1943 pa je vstopila v partizane. Leta 1949 je bila aretirana in poslana na Goli otok.